# Partido Comunista de Israel (1919)
O Partido Comunista de Israel (1919) (em hebraico: המפלגה הקומוניסטית הישראלית ou HaMiflega HaKomunistit HaYisraelit) foi um partido político de Israel.
O partido foi fundado em 1919, como Partido Comunista da Palestina, apenas mudando o seu nome para o Partido Comunista de Israel em 1948, ano em que a URSS reconheceu o Estado de Israel. 
Inicialmente, o partido unia tanto judeus e árabes, mas, na década de 1960, o partido dividiu-se entre a facção judaica, defensora do Estado de Israel e crítica do antissionismo da URSS e a facção árabe, pró-palestiniana, antissionista e pró-soviética.
Eventualmente, em 1965, a facção árabe rompia com o partido, criando a Nova Lista Comunista, imediatamente reconhecida pela URSS, como o partido comunista oficial de Israel.
A facção judaica continuaria no partido, mas, nunca foi capaz de conquistar votações expressivas. Na década de 1970, o partido juntava-se a coligações de inspiração pacifista, tendo-se dissolvido em 1981, ao integrar o Movimento pelos Direitos Civis e pela Paz.

## Resultados eleitorais

### Eleições legislativas
| Data | Votos                       | %                           | +/-                         | Deputados                   | +/-                         | Status   |
| ---- | --------------------------- | --------------------------- | --------------------------- | --------------------------- | --------------------------- | -------- |
| 1949 | 15 148                      | 3,5 (8.º)                   |                             | 4 / 120                     |                             | Oposição |
| 1951 | 27 334                      | 4,0 (6.º)                   | 0,5                         | 5 / 120                     | 1                           | Oposição |
| 1955 | 38 492                      | 4,5 (8.º)                   | 0,5                         | 6 / 120                     | 1                           | Oposição |
| 1959 | 27 374                      | 2,8 (9.º)                   | 1,7                         | 3 / 120                     | 3                           | Oposição |
| 1961 | 42 111                      | 4,2 (7.º)                   | 1,4                         | 5 / 120                     | 2                           | Oposição |
| 1965 | 13 617                      | 1,1 (13.º)                  | 3,1                         | 1 / 120                     | 4                           | Oposição |
| 1969 | 15 712                      | 1,1 (13.º)                  | Estável                     | 1 / 120                     | Estável                     | Oposição |
| 1973 | Moked                       | Moked                       | Moked                       | Moked                       | Moked                       | Oposição |
| 1977 | Campo da Esquerda de Israel | Campo da Esquerda de Israel | Campo da Esquerda de Israel | Campo da Esquerda de Israel | Campo da Esquerda de Israel | Oposição |